# Serail-Tänze
Serail-Tänze (Seraljdanser), op. 5, är en vals av Johann Strauss den yngre. Den framfördes första gången den 19 november 1844 på Café Dommayer i förorten Hietzing i Wien.

## Historia
Denna gång rörde det sig om en så kallad Benefizkonzert, en välgörenhetsfest vars nettovinst inte gick till anordnaren utan till artisten (i detta fall Johann Strauss den yngre). Konserten annonserades som "En hänryckande kväll" och vände sig främst till unga gäster och salen dekorerades med exotiska inslag. Gästerna skulle känna sig som i Konstantinopels seralj. Vid samma tillfälle framfördes även kompositörens Cytheren-Quadrille. Själva valsen var komponerad enligt klassisk-wiensk modell. Det marschartade inledningstemat med sitt eko från Mozarts Enleveringen ur Seraljen skulle komma att bli en av den unge Strauss mest populära melodier och skulle sedermera återkomma i operetten Wiener Blut (Ministerns avskedssång: Des Landes Reuss-Schleiz-Greiz Verweser...). 

## Om valsen
Speltiden är ca 9 minuter och 23 sekunder plus minus några sekunder beroende på dirigentens musikaliska tolkning.

## Weblänkar
- Dynastin Strauss 1845 med kommentarer om Serail-Tänze
- Serail-Tänze i Naxos-utgåvan.